# Likovi iz televizijska serije Bijeg
Bijeg turska je televizijska serija koja je originalno prikazivana na Kanalu D tijekom 2007. i 2008. godine. Govori o tome kako su za ostvarenje najveće ljubavi potrebni sloboda izbora i velika žrtva.

## Likovi

### Glavni likovi
- Menekşe Doğantürk je dvadesetogodišnjakinja, rođena u Turskoj, ali odrasla u Berlinu. Sramežljiva je, osjećajna i znatiželjna djevojka. Jako je lijepa, ali se ponekad srami svoje ljepote. Najviše se boji svoga oca. U slastičarnici u kojoj radi, Menekşe je poput Njemice, no čim se vrati kući postaje Turkinja. Svaki dan proživljava veliku kulturnu razliku. Ne može se potpuno prilagoditi ni Nijemcima, ali ni svojoj obitelji. Osobe kojima potpuno vjeruje i s kojima djeli sve tajne su njezina baka i stariji brat Yusuf. Oboje ih jako voli. Obitelj ju prisili na brak s bratovim prijateljem iz vojske. Međutim, njezino srce pripada mladiću iz Bosne, Halilu, s kojim je radila u slastičarnici.
- Halil Tuğlu je dvadesetpetogodišnji mladić iz Bosne. Nakon što njegov partner Mithat želi preuzeti vlasništvo nad kamionima njegova oca, dolazi u Njemačku. Nakon očeve smrti, njegova se majka muči s vodstvom tvrtke te nakon upornog Mithatova inzistiranja pristane se udati za njega. Halil je zaručen sa Zeynep, prijateljicom iz djetinjstva. On je kći odvjetnika tvrtke, gospodina Ahmeta. Halil shvati da nije u nju zaljubljen te se prijateljski raziđu. On se vraća u Tursku zbog vijesti koja mu je stigla od majke te dozna da se ona želi rastati od Mithata. Mithat na to pristaje, no te večeri Halil i majka doživljavaju prometnu nesreću u kojoj mu majka pogiba. Halil biva ozlijeđen, ali se izvuče i osjeća se krivim za majčinu smrt. Preuzima vodstvo u tvrtki, što poprilično smeta Mithatu koji ga se na svoj način ponovno želi riješiti. Kada mu to i uspije, Halil odlazi u Njemačku s namjerom da se više nikada ne vrati. U Njemačkoj upoznaje lijepu Menekşe i zaljubi se u nju. Svjestan svih opasnosti, čak i smrti, odlazi za Menekşe u Istanbul. Dok pokušava spasiti njezin život, i sam Halil nađe se u borbi za svoj opstanak.
- Hasan Doğantürk je Menekşin otac. Radi kao vodoinstalater u jednoj turskoj četvrti Berlina. Ima mali obrt u kojemu radi zajedno s mlađim sinom Kadirom. U prošlosti je fizički maltretirao ženu i djecu. Iako se čini da se sada malo smirio, prema ženi Süheyli i kćeri Menekşe često je vrlo nasilan. Prije mnogo godina je s majkom, ženom i djecom imigrirao u Berlin, ali njihov je životni stil u kući ostao vjeran njihovim korijenima. Ima ljubavnicu Njemicu kod koje provodi većinu večeri. Kraj nje postaje sasvim drugačiji čovjek, nježan i pun poštovanja. Njegova je obitelj upoznata s tim, ali se nitko ne usudi ništa reći.
- Süheyla Doğantürk je Menekşina majka koja je prerano ostarjela. Stalno je u kući, a živi onako kako joj je to odredio njezin suprug Hasan. Nema pravo na svoje mišljenje i nema hrabrosti suprotstaviti mu se. Jedino što je naučila jest biti pokorna supruga.
- Zarif Doğantürk je Menekşina baka. Stup je obitelji, čak i otac Hasan sluša ono što kaže. Njezina je uloga vrlo važna. Iznimno je sposobna, mudra i iskusna žena. Poznaje običaje, ljudsku okrutnost i jako dobro zna tko je što u njezinoj obitelji. Toliko voli Menekşe da je gotovo obožava kao da je jedina unuka koju ima. Kad Menekşe zapadne u nevolju, Zarif će biti ta koja će ju savjetovati da ode u Istanbul i pronađe rođakinju.
- Yusuf Doğantürk je najstariji muški potomak u obitelji i Menekşin stariji brat. Ima svoje ideale i želi promjene, no poštuje tradicionalne običaje. Smatra se pravim muškarcem, pridaje veliku važnost moralu i časti, ali prije svega cijeni ljudski život, te iznimno voli svoju mlađu sestru. Stalno će se buniti protiv grubosti u obitelji, a s vremenom će čak pokazati i određeno poštovanje prema Menekşinoj zabranjenoj ljubavi.
- Kadir Doğantürk je Menekşin mlađi brat koji nema samopouzdanja, iskompleksiran je i neprestano se pokušava dokazati. Nikako ne može nadvladati zid između sebe i Nijemaca, ali osjeća da onamo pripada. Jako se boji oca. No, s vremenom, kako otac postaje stariji on preuzima očevu nekadašnju ulogu. Ovog puta on počinje ugnjetavati sestru i raditi pritisak da bi osigurao disciplinu. On je prvi koji inicira Menekşino vjenčanje sa svojim prijateljem iz vojske, Mustafom. Nakon što Menekşe pobjegne, Kadir će zajedno s Mustafom krenuti u potragu za njom.
- Mustafa Genç je Kadirov prijatelj iz vojske. Nema roditelje i u svojoj domovini ne može naći posao. Za svoju suprugu priželjkuje Menekşe s kojom se i oženi. Tijekom prve bračne noći pokušava je silovati, ali mu ne uspijeva. Potpuno poludi nakon što Menekşe pobjegne. Njegov bijes još više razbuktava činjenica da ga je to vjenčanje skupo stajalo. Zajedno s Kadirom kreće u potragu za Menekşe.
- Mithat Ateş je petesetogodišnji čovjek koji je radio s Halilovim ocem i napredovao, da bi na kraju došao na čelo tvrtke u Istanbulu. Nakon smrti Halilova oca oženi njegovu majku Semu te postaje nadležan za upravljanje tvrtkom. No, on se time ne zadovoljava. Njegov je cilj postati jedini vlasnik svih tvrtki i njihovog bogatstva, a za to je potrebno ukloniti Semu i Halila. Nakon što je godinama mislio da je Halil mrtav, ostane šokiran Halilovim povratkom u Istanbul.

### Obitelj Balcı
- Doğanay Balcı je najstarija kći u obitelji koja odmah nakon poroda pada u tešku depresiju te odjednom gubi interes za supruga.
- Gulenay Balcı  je također kći obitelji. Nikad se nije udala. Uvijek je optimistična i vesela.
- Canay Balcı je Menekşina rođakinja, tzv. ”sestra po mlijeku”. Najmlađe je dijete u obitelji i studentica na Bosporskom sveučilištu. Studira politologiju i međunarodne odnose. Glazba i knjige u njezinome životu zauzimaju važno mjesto.
- Filiz Balcı je majka obitelji. Dugo je radila kao profesorica te je proputovala Anadolijom. Nakon Canayina rođenja nije više imala mlijeka za dojenje. U gradiću u kojem je radila potražila je dojilju. Süheyla je tako bila i Menekşina i Canayina dojilja. Filiz je majka puna ljubavi i spokoja. Jedan od njezinih najvećih snova bio je otvoriti restoran nakon odlaska u mirovinu.
- Kemal Balcı je otac obitelji koji je idealist, čista srca, prosvjetitelj. Želi prosvijetliti i unaprijediti svaki dio Anadolije te usprkos godinama i dalje nije izgubio svoju romantičnu stranu. Tužan je što je istok njegove domovine toliko zaostao za zapadom. Smatra da je obrazovanje na čelu svega.

### Ostali likovi
- Suphi je Doğanayin suprug, otac blizanaca. Vodi zlatarnicu i obrtnik je. U životu ima samo jednu strast, nogometni klub ”Fenerbahče”. Strpljiv je, a svi ga neizmjerno vole.
- Sinan je Canayin momak, student Bosporskog sveučilišta na kojemu studira sociologiju. Buntovan je, hirovit te ljutit, ponajviše na vlastitu obitelj. Dolazi iz prilično bogate obitelji, ali to se ne može vidjeti po načinu njegova života. Njegovim roditeljima smeta što njihov sin živi skitničkim načinom života te nikako ne mogu s njim uspostaviti ikakav odnos.